# Tylko słowa
Tylko słowa è il brano musicale rappresentante il Festival della Musica Polacca di Opole tenutosi nel 2004. Il brano è cantato da Ewelina Flinta, artista polacca che ha vinto la prima stagione del talent show Pop Idol. Avendo venduto più di 40 000 copie, il singolo è stato certificato doppio disco di platino.

## Classifiche
| Classifica (2004) | Posizione massima |
| ----------------- | ----------------- |
| Polonia           | 3                 |